# Przemysław Marek Krajewski
Przemysław Marek Krajewski – profesor sztuk plastycznych, nauczyciel akademicki
Akademii Sztuk Pięknych w Warszawie i Wyższej Szkoły Ekologii i Zarządzania w Warszawie.

## Życiorys
W 1996 prezydent RP Aleksander Kwaśniewski nadał mu tytuł profesora sztuk plastycznych. Został nauczycielem akademickim Akademii Sztuk Pięknych w Warszawie w Wydziale Architektury Wnętrz w Katedrze Projektowania Wnętrz i Mebli oraz na Wydziale Architektury w Wyższej Szkole Ekologii i Zarządzania w Warszawie. Pełnił także funkcję dziekana Wydziału Architektury Wnętrz Akademii Sztuk Pięknych w Warszawie.